# Profesión: Señora
Profesión: Señora foi uma telenovela mexicana produzida pela Televisa e exibida em 1983. Escrita por Alberto Adellach e dirigida por Antonio López Sánchez.

## Sinopse
Contava a história de Griselda (Leonor Benedetto), uma mulher cansada de cuidar dos dois filhos e do marido inútil (Carlos Cardan). Ela acaba se envolvendo com o professor Fabian (Julio Alemán)

## Produção
- A novela foi protagonizada por Julio Alemán e Leonor Benedetto.[3]

## Elenco
| Ator               | Personagem   |
| ------------------ | ------------ |
| Julio Alemán       | Fabian       |
| Leonor Benedetto   | Griselda     |
| Carlos Cardan      | Gustavo      |
| Leticia Perdigón   | Mia Sequerra |
| Susana Vieira      |              |
| Víctor Alcocer     |              |
| Chela Castro       |              |
| Juan Peláez        | Carlos       |
| Benjamín Islas     |              |
| Zoe Ducos          |              |
| Cunny Vera         |              |
| Anabel Garcia      |              |
| Victoria Roberts   |              |
| Roberta            |              |
| Jenniffer Stephens |              |

## Curiosidades
- A novela contou com atores de diferentes nacionalidades, como os mexicanos Leticia Perdigón, Julio Alemán, Juan Peláez, Víctor Alcocer e Benjamín Islas, as argentinas Leonor Benedetto, Zoe Ducos, Cunny Vera e Chela Castro, os venezuelanos Anabel Garcia e Victoria Roberts, a peruana Roberta, a colombiana Jenniffer Stephens e a brasileira Susana Vieira.
- A oportunidade de Susana Vieira para fazer essa novela mexicana veio com o sucesso de A Sucessora na América Latina.[4]
- Susana Vieira disse que teve problemas ao usar o ponto eletrônico.[5]